# Dalad Qi
Dalad Qi (chorągiew Dalad; chiń. 达拉特旗; pinyin: Dálātè Qí) – chorągiew w północnych Chinach, w regionie autonomicznym Mongolia Wewnętrzna, w prefekturze miejskiej Ordos. W 1999 roku liczyła 324 442 mieszkańców.